# Tec-Mec
Tec-Mec (pełna nazwa: Studio Tecnica Meccanica) – dawny włoski konstruktor Formuły 1, którego samochód uczestniczył w niej w jednym wyścigu sezonu 1959.
Firma została założona przez Valerio Colottiego w 1958 roku. Nadwozie samochodu Tec-Mec, oznaczone symbolem F415, było de facto zmodyfikowanym nadwoziem Maserati 250F. Z samochodu Tec-Mec skorzystał zespół Camoradi podczas Grand Prix Stanów Zjednoczonych w 1959 roku, podczas którego ich kierowca, Brazylijczyk Fritz d'Orey, odpadł na szóstym okrążeniu wyścigu z powodu wycieków oleju.
Po 1959 roku firma produkowała samochody dla Formuły Junior.